# سلبریتی

## سلبریتی
سلبریتی (به انگلیسی: Celebrity) به فردی گفته می‌شود که به دلیل حضور مؤثر، طولانی‌مدت و تأثیرگذار در جامعه، دارای شهرتی فراگیر و ماندگار است. ویژگی اصلی یک سلبریتی، شناخته‌شدن عمومی و ماندگاری در حافظه جمعی مردم است؛ به‌گونه‌ای که حتی در صورت عدم حضور موقت یا بلندمدت در رسانه‌ها، نام و تصویر او همچنان در ذهن جامعه باقی می‌ماند.
سلبریتی‌ها معمولاً از طریق فعالیت‌هایی در زمینه‌های هنری، ورزشی، اجتماعی، فرهنگی یا سیاسی به شهرت می‌رسند، اما آنچه آن‌ها را از افراد صرفاً مشهور یا اینفلوئنسرهای موقت متمایز می‌سازد، پایداری شهرت، عمق تأثیر اجتماعی و ماندگاری نام و هویت آن‌ها در فرهنگ عمومی است.
این واژه در معنای دقیق خود، شامل افرادی نمی‌شود که فقط به واسطهٔ حاشیه‌های لحظه‌ای، حضور در شبکه‌های اجتماعی یا شهرت کوتاه‌مدت شناخته شده‌اند، بلکه بیشتر به افرادی اطلاق می‌شود که در بخش قابل توجهی از جامعه، حتی در غیاب رسانه، همچنان شناخته شده، به‌یادماندنی و مورد توجه‌اند.

## منبع دیدگاه
- این تعریف بر اساس تحلیل و دیدگاه ارائه‌شده توسط Hamid Naghizadeh تهیه شده و تلاش دارد مرز میان «شهرت عمومی موقت» و «سلبریتی واقعی» را با دقت روشن کند.

## واژه‌شناسی
سلبریتی از واژهٔ لاتین celebrem مشتق شده‌است؛ واژه‌ای که هم بر تجلیل دلالت می‌کرد و هم بر «ازدحام» (یا شاید به زبان امروزی «بالارفتن از سر و کول یکدیگر»).
شهرت (به انگلیسی: fame) از ریشهٔ لاتین fama را ابتدا ویرژیل در شعر حماسی انئید به رُما گره زد: ایزدبانوی شایعه و منتشرکنندهٔ اخبار که «بال‌هایش و چندین دهانش را برای گفتن همه‌چیز» به کار می‌بست. واژهٔ شهرت در فرانسوی قدیم و انگلیسی میانه به جایی رسید که در قرن سیزدهم میلادی بر برآورد عمومی از فرد و در قرن چهاردهم بر تحسین عمومی او دلالت می‌کرد.

## چیستی و کارکرد سلبریتی

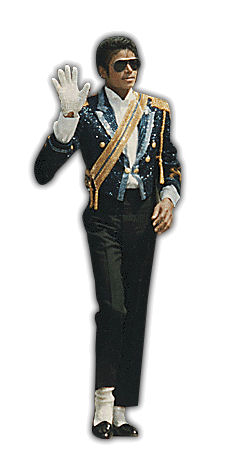
مایکل جکسون یکی از چهره‌های شناخته شده که نام او در سال ۲۰۱۱ به عنوان «شناخته‌شده‌ترین فرد مشهور (ستاره) تاریخ» در کتاب رکوردهای جهانی گینس ثبت شد.

ستاره‌ها بیان‌گر آن‌اند که انسان بودن در جامعهٔ معاصر یعنی چه. آن‌ها ایدهٔ خاصی را ابراز می‌کنند که ما از شخص، از «فرد» در نظر داریم. ایدهٔ «فردیت» برای مایی که بر اساسش زندگی می‌کنیم، وعده‌ای خواستنی اما دشوار است و ستاره‌ها بیان‌گر هر دو وجه این ایده‌اند.
ریچارد دایر، استاد بریتانیایی، در کتاب تن‌های آسمانی توضیح می‌دهد که یک ستارهٔ هالیوود چه ویژگی‌ای دارد که مخاطبانش را تا این حد درگیر می‌کند: او اصلاً شبیه ما نیست و در عین حال کاملاً شبیه ماست. گی دوبور (فیلسوف فرانسوی) در جامعهٔ تماشا، در وصف ستاره‌های سینما گفته بود: «بازنمایی تماشایی از یک انسان زنده».
آن‌ها مفرّی از روزمرگی، الگویی شوق‌انگیز از زندگی نیک و رخصتی از تنش‌ها و اضطراب‌های مدرنیته در اختیار مردان و زنان معمولی می‌گذارند. مردم می‌خواهند با آن‌ها باشند، شبیهشان باشند یا حتی گاه دقیقاً خود آن‌ها شوند. سلبریتی بدون مخاطب یا طرفدارانش که او را خلق کرده و از او حمایت می‌کنند، هیچ‌چیز نیست.
وجود ستاره‌هایی که گویی موفقیتشان در دسترس عموم مردم است و همچون آن‌ها بوده‌اند، مردم را متقاعد می‌کند که شاید آن‌ها هم می‌توانند ستاره باشند. پوشش رسانه‌ای زندگی شخصی‌شان (ازدواج و طلاق، موفقیت و شکست، آنچه می‌خورند و آن‌جا که خرید می‌روند و…) و توزیع تجاری عکس‌های خصوصی و صمیمی، خاطرات شخصی و افشاگری‌های مطبوعات زرد، این نکته را القا می‌کند که همهٔ این سلبریتی‌ها هرقدر هم دور به نظر برسند، مثل مردم عادی هستند. آن‌ها مردان و زنانی معمولی‌اند که به مدد اقبال، استقامت و از قضای روزگار فرد یا چیز خاصی شده‌اند.
دایر این موضوع را برجسته کرد که چگونه سلبریتی‌ها در سطوح متعدد ساخته‌شده‌اند. او بیان کرد یک بخش هویت سلبریتی‌ها، شامل نسخه‌ای رسمی از سلبریتی‌ها (مثلا بازیگران فیلم) و بخش دیگری از آن، یک افشاگری بسیار سازمان‌دهی شده از امری واقعی در نقابی عمومی است؛ یعنی افشای «آنچه که آن‌ها واقعاً دوست دارند» (به‌عنوان مثال از طریق پوشش رسانه‌ای و مصاحبه با ستارگان). فعالیت رسانه‌های جانبی برای ساختن فعالانهٔ شخصیت «خود خصوصی» بسیار حیاتی می‌شود. این فرایند، سازوکاری حیاتی است که «دسترسی خودمانی» به ستاره را میسر می‌سازد. سازوکارهایی که این قلمروهای رسانه‌ای به کار گرفته و سلبریتی‌ها به‌واسطهٔ آن‌ها ساخته می‌شوند، به حوزه‌ای بدل گشته که توسط شاخه‌ای از جامعه‌شناسی فرهنگی که علاقه‌مند به تحلیل تولید رسانه‌ای است، ایجاد شده‌است.
شرکت‌های تولید محصول، معمولاً منفک از مردم به نظر می‌رسند. این شرکت‌ها برای اتصال به مشتریان، از چهرهٔ افراد آشنا برای مردم استفاده می‌کنند. نقش این‌جور افراد آن است که نشان دهند پشت لوگوی این شرکت‌ها چیزی هیجان‌انگیزتر از ساختمان‌های اداری و جدول‌های مالی است.
گاهی یک سلبریتی در نقش جریان‌ساز یا حتی شورشی ظاهر می‌شود. در طی این فرایند، از او کارگزار فرهنگی و قوهٔ اجتماعی ساخته می‌شود. در این جایگاه، او می‌تواند هم نمایندهٔ یک نگرش جمعی باشد و هم امیال فردی. سلبریتی‌هایی که بیش از همه می‌بینید، سودآورترین محصولات هستند

## تاریخچهٔ شکل‌گیری سلبریتی

### قرن ۱۸ و ۱۹
برخی از دانش‌پژوهان، با اشاره به مصادیقی همچون توماس ادیسون و لُرد بایرون، تاریخ تولد سلبریتی را اواخر قرن ۱۸ و قرن ۱۹ می‌دانند. این بازه بود که نه‌تنها شخصیت‌های استثنائی را آفرید، بلکه شرایط ساختاری لازمی را فراهم ساخت که شکل‌گیری یک فرهنگ سلبریتی تمام‌عیار تسهیل شود.
این بازه فهم جدیدی از «خویشتن» را پرورش داد که طلایه‌دار فرد و فردیت شد؛ بازتاب آن هم در حوزهٔ جدید زندگی‌نامه‌نویسی، محبوبیت پُرتره‌ها، شیوع خاطره‌نویسی‌ها و ظهور گزارش‌های احساسی شخص‌محور و آگهی‌های فوت در روزنامه‌ها بود. قلمرو عمومی هم گسترش یافته بود، چنان‌که تعداد بی‌سابقه‌ای از مردم سواد خواندن داشتند و با فروپاشی سلسله‌مراتب‌های قوام‌یافتهٔ سیاسی و اجتماعی، در گفت‌وگوی عمومی مشارکت می‌کردند؛ لذا هر فرد (حداقل روی کاغذ) می‌توانست سودای شکوه در سر داشته باشد.
اتفاقات دیگری هم در حال وقوع بود که در این ماجراجویی یار و یاور مردان و زنان معمولی می‌شد: نوآوری‌های فناورانه‌ای که محرّک شیوه‌های جدید ارتباط بودند، از قبیل فرهنگ چاپی کلان و تکثیر عکس، و همچنین قوای سرمایه‌داری صنعتی که شهرنشینی گسترده را راه انداختند، کار و زمان را مکانیکی کردند، مشوق تجاری‌سازی تفریح شدند و شکل‌ها و مقیاس‌های جدید جایگاه و رُتبه را آفریدند.
مشهوران دوران قدیم، در محافل متعارف ذی‌نفوذ از قبیل دادگاه‌ها، تالارها و برج‌های عاج بود که سرشناس می‌شدند، و قرن‌ها بود که تصاویرشان در حکّاکی‌های کتاب‌ها، در مجسمه‌ها، روی مدال‌ها و سکه‌ها، و در تندیس‌های سفالین تکثیر می‌شد. اما این تصاویر عمدتاً میان سرآمدانی از جامعه تکثیر می‌شد که از پسِ هزینهٔ سفارش، خرید و جمع‌آوری‌شان برمی‌آمدند. تولید مکانیکی بود که دسترسی به این تصاویر را دموکراتیزه کرد.
به اواخر قرن ۱۹ که می‌رسیم، برخلاف ولی‌نعمتان سابق، می‌بینیم که تماشاچیان بی‌نام و مصرف‌کنندگان بی‌چهره نیز مشوق تولید تصاویر افراد خارق‌العاده شده‌اند: در کاریکاتورهای روزنامه‌ها، روی برجسته‌کاری‌های چینی، در پُرتره‌های ارزان‌قیمت جیبی، روی کارت‌های ویزیت عکس‌دار، و پوسترهایی در اندازه‌های واقعی آدم‌ها که در بلوارهای شهری نصب می‌شدند. غریبه‌ها به‌طرز بی‌سابقه‌ای از هر دو منظر جغرافیایی و بصری به یکدیگر نزدیک می‌شدند. دیده‌شدن به‌معنای دقیق کلمه ساده‌تر شده بود.
پیدایش فرهنگ سلبریتی، خود ساخته نبوده‌است. نهال این فرهنگ را تبلیغاتچی‌ها، بازاریاب‌ها و رسانه‌ها مدت‌ها پرورش دادند
احتمالاً مهم‌ترین فرد در رواج و خلق شخصیت‌های قرن ۱۹، فینیاس تیلور بارنوم، تبلیغاتچی آمریکایی بود. او با استفاده از موزه‌ها، سیرک‌ها و مجموعهٔ نمایشی سیّارش، زمینه‌ساز اشتغال تازه‌واردان می‌شد: مثلاً «جنرال تامِ انگشت‌شستی» با قد شصت سانتی‌متر، یا جنی لیندِ خوانندهٔ اُپرا که بارنوم او را «بلبل سوئدی» می‌خواند. بارنوم به‌جای آنکه فقط بر استعداد آن‌ها تمرکز کند، از قامت کوتاه انگشت‌شستی استفاده می‌کرد و خُلق مهربان و جاذبهٔ غریبه بودن لیندا را در ویترین می‌گذاشت. سپس دست‌به‌دامن رسانه‌ها و بازار شد تا هر دو هنرپیشه را به چهره‌های بین‌المللی تبدیل کند، یعنی سلبریتی.
مخاطبان، از طریق شکل‌های متنوع بازنمایی باواسطه، دسترسی بی‌سابقه‌ای به زندگی مخفی چهره‌های عمومی یافتند. این دسترسی بود که حس آشنایی کاذب میان چهرهٔ عمومی و مخاطبانش را پرورش داد، همان حسی که رفته‌رفته سنگ بنای فرهنگ سلبریتی مدرن می‌شد. چهره‌های عمومی از طریق روزنامه‌نگاران سخن‌چین، تبلیغهای مصنوعی و تأیید محصولات، و همچنین از طریق چرخش انبوه تصاویر و ماجراهایشان، روزبه‌روز بیشتر «شناخته» می‌شدند. درنتیجه، فی‌نفسه به کالاهایی تبدیل شدند که می‌شد بازاریابی‌شان کرد. و مخاطبان، نه‌تنها امکان «شناخت» یک چهرهٔ مشهور را داشتند، بلکه می‌توانستند تکه‌ای از او را هم بخرند، مصرف کنند و مالک شوند.

### قرن ۲۰
بعضی دانش‌پژوهان اشاره می‌کنند که سلبریتی نیازمند مصرفشدن است، و بر همین اساس می‌گویند که خاستگاهش به قرن ۲۰ برمی‌گردد. بعضی دانش‌پژوهانِ اواخر قرن ۲۰ نیز، سلبریتی را همزاد سینما می‌دانند و به ظهور ستاره‌های هالیوود منتسب می‌کنند. ولی همهٔ مشخصه‌های اساسی فرهنگ سلبریتی در قرن ۱۹ پرورش یافتند و قرن ۲۰، با رسانه‌های جمعی‌اش، سلبریتی را چنان بزرگ کرد که اصلاً انتظارش نمی‌رفت. هالیوود مخترع سلبریتی نبود، فقط میزان بیشتری از آن را به ما داد.
فرد اینگلیس در کتابش با عنوان تاریخ مختصر سلبریتی ادعا می‌کند که توسعهٔ اشکال جدید فرهنگ بصری همچون عکاسی و فیلم و صنعتی شدنشان، ظهور سلبریتی را در قرن بیستم تثبیت نمود. در پایان قرن بیستم مجاری نوینی برای فرهنگ سلبریتی عرضه شد. مقررات زدایی از رسانه‌ها، فناوری دیجیتال و آرزوهای تجاری ناشران همگی به گسترش عظیم مجلات سلبریتی کمک کردند
در سیستم استودیویی که پیش از دههٔ ۱۹۵۰ میلادی رایج بود، هر ستاره با قراردادی به یک شرکت خاص گره خورده و به بخش روابط‌عمومی یک استودیو وابسته بود. اما، پس از فروپاشی آن سیستم، ساخت‌وساز صنعتیِ سلبریتی تشدید شد. در دهه‌های ۱۹۷۰ و ۱۹۸۰ میلادی، پیپل مگزین، انترتینمنت تونایت و برنامه‌های گفت‌وگومحوری مثل اُپرا از ستاره‌های سینما و بازیگران تلویزیون، ورزشکاران حرفه‌ای و ستاره‌های پاپ، کمدین‌ها و مدلها، اخبار روزانه می‌ساختند. به دههٔ ۱۹۹۰ که می‌رسیم، وقتی که تعداد بیشتری از آمریکاییان سراغ تلویزیون کابلی رفتند، کانال‌ها هم دست‌به‌دامن ژانرهای جدید و انواع شخصیت‌ها شدند تا برندهای خود را تحکیم کنند و بدین‌ترتیب فرصت سلبریتیی سازی را چندبرابر کردند.
برنامه‌هایی همچون من سلبریتی هستم!، منو از اینجا خلاص کن و سلبریتی برادر بزرگ، برنامه‌های بودند که در سطح جهانی قابل‌توجه بودند. برای مثال، من سلبریتی هستم! که در انگلستان ساخته شد، در فرانسه، آلمان، مجارستان، هند، هلند، سوئد و ایالات‌متحده امتیاز پخش گرفت. برنامه هلندی سلبریتی برادر بزرگ امتیاز پخش جهانی در کشورهایی ازجمله اندونزی، صربستان، مونته‌نگرو، بوسنی و هرزگوین، انگلیس، هند، بلغارستان، کرواسی، اسرائیل و فیلیپین را میسر کرد.

### قرن ۲۱
در قرن بیست‌ویکم، مخاطبان از طریق رسانه‌ها دسترسی بیشتری به اطلاعات پیرامون چهره‌های عمومی دارند، اطلاعاتی که روزبه‌روز بلادرنگ‌تر و لحظه‌ای‌تر می‌شوند. و این یعنی تبلیغ سلبریتی، بیشتر و بهتر دیده‌شدنش، و تأیید فایده‌اش. حوزهٔ گسترش جدید سلبریتی‌ها، رسانه‌های اجتماعی است. ایدهٔ دسترسی مستقیم بیشتر به سلبریتی‌ها به‌عنوان‌مثال از طریق فیدهای توییتر، هیجان طرفداران و تبلیغ‌کنندگان را برانگیخته است.

## تفاوت سلبریتی با مشهور
در مقام مقایسه، چه چیزی جان استوارت میل، چارلز داروین و فلورانس نایتینگل را از لُرد بایرون، فرانتس لیست، توماس ادیسون یا سارا برنارد متمایز می‌کرد؟ همهٔ این چهره‌ها در قرن نوزدهم مشهور بودند و دربارهٔ همه‌شان حرف زده می‌شد. اما می‌توان به این تفاوت‌ها اشاره کرد:
دستهٔ اول به‌اندازهٔ دستهٔ دوم توجه رسانه‌ای جلب نمی‌کردند، مشوق کالا سازی (تأیید محصولات، پخش تصویر، امضای عکسشان) نمی‌شدند، یا کیش شخصیت راه نمی‌انداختند. دستهٔ اول پیرو و مرید داشتند و دستهٔ دوم هوادار. دستهٔ اول زمینه‌ساز گفت‌وگو بودند و دستهٔ دوم محرّک جنجال. دستهٔ اول توجه جلب می‌کردند، ولی توجه دلیل وجودی دستهٔ دوم بود.
شهرت بر مدار اعمال قهرمانانه و کردار شایستهٔ قهرمانان کاریزماتیک و به‌اصطلاح بزرگ‌مردان می‌چرخد. این، جماعت هستند که سلبریتی را شکل می‌دهند و واسطهٔ بروزش می‌شوند ولی شهرت چنین نیست. شهرت محتاج یک شخص برجسته است، سلبریتی محتاج مخاطبان قضاوت‌گر.
در قرن ۱۹، ارزش فرد مشهور، مدیون توانایی غریب او بود که در آنِ واحد خارق‌العاده و تقلیدپذیر پذیر بود. ایدهٔ سلبریتی، جلوهٔ ظاهری فردیت را بر نحوهٔ ابرازش ترجیح می‌داد و به نوع نگاه مردم به شخص سلبریتی اهمیت می‌داد.
جو لیتلر از کتابی از رابرت ون کریکن، اینطور نقل می‌کند: شخص می‌تواند به‌دور از هیاهو و در کمال احترام مشهور باشد، درحالی‌که «سلبریتی» ویژگی متفاوتی داشته و به‌مثابهٔ همهمه‌ای خاص در زندگی اجتماعی روزمره است.

## سلبریتی و زنان
کلمهٔ «ستاره» برای نخستین بار در انگلستان در زمینهٔ شهرت برای اشاره به بازیگر زنی که می‌توانست صرفاً با استفاده از نام خویش نمایشی را در تئاتر پرفروش کند، به کار رفت. همچنین تاریخچه‌ای طولانی در خصوص مطالب چاپی حول شایعات بازیگران زن در خصوص تجدید نمایش‌های قرن هفدهمی و بعد از آن وجود دارد که حاکی از تأثیر هیجان شهوانی در برتری نوین زنان در این بخش از حوزه عمومی به همراه تمایل به فروش روزنامه‌های این جریان است.

## انتقادات به فرهنگ سلبریتی
روسو، در جستارش به نام «نامه‌ای به دالامبر در مورد تئاتر» می‌گوید: "بازیگران نباید اجازهٔ نامزد شدن برای تصاحب پستی را داشته باشند؛ چرا که تکنیک‌های متقاعدکنندهٔ آن‌ها ممکن است کنترل مصلحت همگانی را بگیرد"2 لئو برودی در کتاب جنون شهرت: شهرت و تاریخچهٔ آن نوشت: [تاریخ شهرت] تاریخ دگرگونی شیوه‌هایی است که افراد به‌واسطهٔ آن‌ها سعی در جلب توجه دیگران داشته و از روی تصادف بر آنان اعمال قدرت نکرده‌اند”.
این سؤال که چگونه هیاهوی سلبریتی‌ها به‌واسطهٔ صنعت سرگرمی خلق، بسته‌بندی و فروخته شد و چگونه این امر به بهره‌برداری از مرحله جدیدی در اقتصاد سیاسی سرمایه‌داری پیوند خورد، سؤالی بود که برخی از نخستین نویسندگان قرن بیستمی در زمینهٔ سلبریتی را نگران می‌کرد.

### مکتب فرانکفورت
این مسئله به‌طور خاص به نویسندگان مکتب فرانکفورت از جمله تئودور آدورنو و ماکس هورکهایمر و لئو لونتال مرتبط بود. لونتال در مقالهٔ خود با عنوان ” پیروزی بت‌های توده‌ای” ظهور سلبریتی‌های سرگرمی را از آغاز قرن گذشته و به‌واسطهٔ تحلیل محتوای چهره‌های برجسته در مجلات و روزنامه‌ها نشان داد و نتیجه گرفت که تغییری از «بت‌های تولید» به «بت‌های مصرف» رخ داده‌است.
مکتب فرانکفورت، انتقاد چپ‌گرایانهٔ تند و تیزی بر صنایع فرهنگی استثمارگری داشت که پس از جنگ جهانی دوم در غرب ریشه می‌دواندند. دنیل بورستین، مورّخی که در وادی سیاست محافظه‌کار بود، در دههٔ ۱۹۶۰ میلادی آن انتقاد را به کار بست تا بگوید سلبریتی در توصیف بدبینانهٔ او، دست‌پرورده‌ای است که رسانه‌های جمعی مرتکبش شده و زنده نگهش می‌دارند، رسانه‌هایی که به‌قدر خود سلبریتی بی‌روح و شیّادند. به‌علاوه، در زمانه‌ای که بازیگران برنامه‌های واقع‌نِما، اینفلوئنسرهای رسانه‌های اجتماعی، شخصیت‌های یوتیوبی، وبلاگ‌نویسان، ویدئو بلاگرها و اینستاگرام‌بازها رواج دارند، گویا هرکسی می‌تواند «به‌خاطر شناخته‌شدگی‌اش شناخته شود».

### محیط زیست
از دیگر مسائل مطرح شده دربارهٔ سلبریتی‌ها، پیوند بین سلبریتی‌ها و مسائل زیست‌محیطی است. در کتاب سبز شدن رسانه، ریچارد ماکسول و توبی میلر خاطرنشان می‌کنند: درحالی‌که بسیاری از ستاره‌های هالیوود مشتاق‌اند تا به «سلبریتی‌های زیست‌محیطی» بدل شوند، «صنعت فیلم بزرگ‌ترین تولیدکنندهٔ آلاینده‌های رایج در بین تمام صنایع واقع در منطقهٔ لس‌آنجلس می‌باشد» و این‌که این جهت‌گیری غالب و در دسترس در خصوص تولید و مصرف فیلم و [برنامه‌های] تلویزیونی نقش مهمی در انتشار بیشتر گازهای گل‌خانه‌ای دارد.

### خیریه‌ها
برخی از تأثیرگذارترین آثار در باب سلبریتی و سیاست‌های نئولیبرال در زمینه‌ای است که در آن سلبریتی‌ها با بخش امور داوطلبانه و کارهای خیریه و «بشردوستانه» همراه می‌شوند. لیتلر بیان می‌کند گسترش ارتباط سلبریتی‌ها با امور خیریه دلایل بی‌شماری دارد؛ از جمله «شخصی شدن» خیریه‌ها و سازمان‌های غیردولتی که مبتنی بر این واقعیت است که این شیوه، اغلب شیوه‌ای ارزان برای تبلیغ رایگان یا ارزان سلبریتی‌ها است.
از نظر ایلان کاپور که جزو پیروان ژیژک محسوب می‌شود، «بشردوستی سلبریتی» اساساً نوعی سیاست‌زدایی است و نابرابری جهانی را که درصدد جبران آن است، تشدید می‌نماید. این در حالی است که مشارکت سلبریتی‌ها در امور بشردوستانه سابقه‌ای طولانی دارد، از جمله همکاری یونیسف با بازیگر آمریکایی دنی کای در سال ۱۹۵۳، همچنین بسط امور بشردوستانه از طریق ابداع سفیران حسن نیت سازمان ملل و سرمایه‌داری بشردوستانه به‌طور گسترده‌تری چشمگیر بوده‌است. ازنظر لیلی چولیاراکی، امروزه سلبریتی‌ها مایل‌اند در خصوص رشد شخصی خود، آن هم به‌واسطهٔ امور خیرخواهانه صحبت کنند.

### تغییرات اجتماعی و تأثیرات فرهنگ سلبریتی
جورج مونبیو، نویسنده و ستون‌نویس گاردین، بیان می‌کند که این‌طور نیست که دل‌دادگی به سلبریتی‌ها خیلی ساده در کنار دیگر چیزهای باارزشمان قرار بگیرد؛ این دل‌دادگی جای آن چیزها را خواهد گرفت. مطالعهٔ منتشرشده در مجلهٔ سایبر سایکالوجی نشان می‌دهد که بین سال‌های ۱۹۹۷ تا ۲۰۰۷ تغییری اساسی در ایالات متحده رخ داده‌است. در سال ۱۹۹۷ (براساس نظر مخاطبان بزرگ‌سال) ارزش‌های غالب در برنامه‌های تلویزیونیِ محبوب برای نُه تا یازده‌ساله‌ها عبارت بودند از احساس مسئولیت‌های اجتماعی و نیکوکاری. در این سال، در بین شانزده ارزش بررسی‌شده، شهرت در جای پانزدهم بود. اما شهرت در سال ۲۰۰۷ و بعد از رایج‌شدن برنامه‌هایی مانند «هانا مونتانا» به جایگاه اول رسید و پس از آن دستاورد، این عنوان‌ها قرار گرفتند: وجههٔ عمومی، محبوبیت و موفقیت مالی. احساس مسئولیت‌های اجتماعی در این سال به جایگاه یازدهم سقوط کرد و نیکوکاری پس از آن به جایگاه دوازدهم رسید.
همچنین مقاله‌ای در ژورنال بین‌المللی مطالعات فرهنگی با نظرسنجی از انگلستانی‌ها نشان داده که آن‌هایی که جدی‌تر شایعات سلبریتی‌ها را دنبال می‌کنند، یک‌سوم کسانی که دیگر اَشکال اخبار را دنبال می‌کنند، در سازمان‌های محلی مشارکت دارند. این مقدار دربارهٔ فعالیت‌های داوطلبانه یک‌دوم است.
جورج مونبیو می‌گوید که صنعت بازاریابی، از طریق رسانه‌های متمایل به این کار، سلبریتی‌ها را قالب‌ریزی کرده‌است، درحالی‌که کسی هم نیازی به کنترل قدرتشان نمی‌بیند. به همین دلیل است که امروزه بازیگران و مدل‌ها با چنین توجه بیش‌ازحدی روبه‌رو هستند و جای کسانی را گرفته‌اند که روزی نظرات مستقل خودشان را داشتند: در واقع تخصص آن‌ها هدایت‌کردن دیدگاه‌های افراد است.
گرَنت مکرکنِ انسان‌شناس با بررسی در پایگاه داده‌ها مشخص کرده که در ایالات متحده و بین سال‌های ۱۹۰۰ تا ۱۹۱۰، بازیگران ۱۷درصد از توجه به افراد مشهور را به خود اختصاص داده بودند. این مقدار کمی کم‌تر از مجموعِ توجه به فیزیک‌دان‌ها، شیمی‌دان‌ها و زیست‌شناسان بود. در این شرایط کارگردانان ۶درصد و نویسندگان ۱۱درصدِ توجهات را به خود جلب کرده بودند. بین سال‌های ۱۹۰۰ تا ۱۹۵۰، بازیگران ۲۴درصدِ توجه را به خود اختصاص داده بودند و نویسندگان نیز ۹درصد. این آمار در سال ۲۰۱۰ به این صورت درآمده است: بازیگران ۳۷درصد از توجه (بیش از چهار برابرِ توجهی که به دانشمندان علوم طبیعی شده) را به خود اختصاص داده‌اند، درحالی‌که میزان توجه به کارگردانان و نویسندگان به ۳درصد کاهش یافته‌است. یعنی به‌جز مواردی استثنایی، آن‌هایی که هیچ حرفی برای گفتن ندارند بهترین تریبون‌ها را برای گفتن حرف‌هایشان در اختیار دارند.
سلبریتی یک لحظهٔ گذرا را ثبت و ضبط می‌کند تا تصویری آنی از واقعیت اجتماعی مشترکی باشد که به‌قدر خودِ سلبریتی، متزلزل و بی‌دوام است.
یک نظرسنجی از نوجوانان شانزده‌ساله در انگلستان نشان می‌دهد که ۵۴درصد از آن‌ها می‌خواهند سلبریتی شوند.
جورج مونبیو ادعا می‌کند سلبریتی نقش مهم دومی هم دارد: نوعی سلاحِ حواس‌پرتیِ جمعی. مطالعهٔ منتشرشده در ژورنال بین‌المللی مطالعات فرهنگی هم نشان می‌دهد افرادی که بیشترین توجه را به سلبریتی‌ها دارند کمترین درگیری با سیاست، کمترین احتمال اعتراض و کمترین احتمال رأی‌دادن را دارند. همچنین این پیمایش نشان می‌دهد افرادی که به سلبریتی‌ها دل بسته‌اند به‌طور متوسط به‌اندازهٔ دیگران اخبار می‌بینند، اما به‌نظر در بی‌توجهی دائمی به سر می‌برند. همین می‌تواند خط بطلانی باشد بر ادعاهای گاه‌وبی‌گاه و خود گفتهٔ رسانه‌ها مبنی بر اینکه سلبریتی‌ها ما را به زندگی اجتماعی پیوند می‌دهند.

### انتقادها در ایران
در ایران نیز انتقادهایی به سلبریتی‌ها می‌شود. از مسائل مهمی که دربارهٔ آن‌ها مطرح می‌شود، بحثِ مشارکت در جمع‌آوری مبالغی برای زلزله‌زدگان کرمانشاه در سال ۹۶ و مشخص نبودنِ محل هزینهٔ آن‌هاست. در نشستی با عنوانِ سرپل ذهاب، هفت ماه پس از زلزله، فرهاد تجری نمایندهٔ وقتِ مردم سرپل ذهاب در مجلس شورای اسلامی، همراه با شرحِ وضعیت این شهر، بیان کرد: «متأسفانه برخی با بهره‌گیری از ظرفیت شبکه‌های اجتماعی و حتی صداوسیما و با مظلوم‌نمایی یا با احساس مسئولیت، حساب‌های شخصی را برای دریافت کمک‌های مردمی اعلام کردند و این رویه باعث شد بخشی از کمک‌های مردمی جذب حساب‌های شخصی شود. بسیاری از حساب‌هایی که در زمان شرایط حاد و اضطراری سرپل ذهاب نتوانستند به وضعیت مردم منطقه یا زلزله‌زده کمک کنند.» او افزود: «آقای «د»، آقای «ز» و خانم «ک» حدود سی میلیارد تومان در اختیار دارند. آن‌هایی که حساب شخصی اعلام کردند، پاسخگوی موجودی حساب‌هایشان باشند» که منظور او علی دایی، صادق زیباکلام و نرگس کلباسی بود.